# Chabrignac
Chabrignac ist eine Gemeinde in Frankreich. Sie gehört zur Region Nouvelle-Aquitaine, zum Département Corrèze, zum Arrondissement Brive-la-Gaillarde und zum Kanton L’Yssandonnais. Die Bewohner nennen sich Chabrignacois oder Chabrignacoises.
Die Route nationale 701 tangierte die Gemeinde. Diese grenzt im Norden an Concèze, im Nordosten an Lascaux, im Südosten an Saint-Bonnet-la-Rivière, im Südwesten an Rosiers-de-Juillac und im Westen an Juillac. Das Gemeindegebiet wird im Osten vom Flüsschen Ruisseau du Mayne durchquert.

## Wappen
Beschreibung: Gespalten und vorn geteilt in Rot mit goldenen laufenden Wolf und in Blau drei silberne Türme, hinten geteilt in Schwarz mit goldenem Adler und Blau mit dreilätzigem goldenen Turnierkragen und darunter drei fünfstrahligen goldenen Sternen.

## Bevölkerungsentwicklung
| Jahr      | 1962 | 1968 | 1975 | 1982 | 1990 | 1999 | 2008 | 2012 |
| --------- | ---- | ---- | ---- | ---- | ---- | ---- | ---- | ---- |
| Einwohner | 377  | 361  | 364  | 366  | 364  | 430  | 520  | 573  |